# 天全凤仙花
天全凤仙花（学名：Impatiens tienchuanensis）是凤仙花科凤仙花属的植物，是中国的特有植物。分布在中国大陆的四川等地，生长于海拔1,100米至1,200米的地区，见于山坡阴湿处以及路边，目前尚未由人工引种栽培。